# Anatolij Bohowyk
Anatolij Iwanowycz Bohowyk (ukr. Анатолій Іванович Боговик, ros. Анатолий Иванович Боговик, Anatolij Iwanowicz Bogowik; ur. 6 października 1947 w Dnieprodzierżyńsku) – ukraiński piłkarz, grający na pozycji pomocnika, trener piłkarski.

## Kariera piłkarska

### Kariera klubowa
Karierę piłkarską rozpoczął w 1965 w miejscowej drużynie SK Prometej Dnieprodzierżyńsk, skąd w 1967 przeszedł do Awtomobilista Żytomierz. W 1968 został zaproszony do Dynama Kijów. Po 4 sezonach w kijowskim klubie w 1972 przeszedł do Dynama Mińsk, w którym pełnił funkcje kapitana drużyny w latach 1975-1976. W 1978 ukończył karierę piłkarską w Dniapro Mohylew.

## Kariera trenerska
Po zakończeniu kariery piłkarskiej od 1979 do 2003 z niewielkimi przerwami pracował w szkole Dynama Mińsk z rezerwistami. W latach 1985–1986 prowadził reprezentację Jemenu, a w 1986 jemeński klub Shamsan Aden. Pomagał trenować Dynamę Mińsk w 1987–1988 i 1997. Od 2003 był asystentem Jurija Wiarhejczyka w Szachciorze Soligorsk.

## Sukcesy i odznaczenia

### Sukcesy klubowe
- mistrz ZSRR: 1971
- wicemistrz ZSRR: 1969
- mistrz Ukraińskiej SRR: 1968

### Odznaczenia
- nagrodzony tytułem Mistrza Sportu ZSRR: 1968
- nagrodzony tytułem Zasłużony Trener Białoruskiej SRR: 1987